# Budăi (Taraclia)
Budăi è un comune della Moldavia situato nel distretto di Taraclia di 1.069 abitanti al censimento del 2004.

## Località
Il comune è formato dall'insieme delle seguenti località (popolazione 2004):
- Budăi (1.020 abitanti)
- Dermengi (49 abitanti)